# Малая Погоня
Малая Погоня (Погоня Польская; пол. Pogonia, Borzezdarz, Zdarzbog; лат. Pogonya) — польско-литовский герб, в виде усечённого варианта герба «Погоня». Жаловался великими князьями литовскими некоторым шляхетским родам, происходившим с территории Великого княжества Литовского, а также административно-территориальным единицам в Речи Посполитой.

## Описание
Каспер Нисецкий приводит следующее описание герба:

В жёлтом поле выходящая из лазоревых облаков рука в доспехах, держащая обнажённый меч, занесённый вправо (влево от зрителя). В шлеме рука также выходит из венца.
Пётр Малаховский приводит более подробное описание:

В золотом поле рука в серебряных доспехах, с мечом, поднятым, словно для нанесения удара вправо, выходящая из голубого облака. Из шлема выходит та же рука, поднятая влево.

## История
Герб Погони был впервые дарован королём Владиславом II Ягайло в 1434 году Миколаю — войту из Лелюва. Это сокращённая версия герба Литовской Погони, которая предоставлялась новым членам шляхты из Великого княжества Литовского.
Шляхта использовала отличительные знаки в боях с врагами на щитах, шлемах, плащах и флагах. Эти значки передавались по наследству из поколения в поколение. Шлахтичи гордились достижениями предков. Они ничего не изменяли в своих знаках, кроме тех случаев, когда они совершали какую-то провинность и были вынуждены изменить геральдический знак на щите. В геральдике известны четыре варианта герба Погоня. Они отличаются цветом щита: красный или золотой. В золотом щите есть выходящая из синего облака рука в доспехах. Та же рука с мечом поднимается из шлема.
Герб украшался чёрными лентами с золотой окантовкой.
«Малая Погоня» присутствовала в гербах Хелмненского воеводства и Королевской Пруссии.
Варианты герба:

Герб Здарборжец
Герб Раданьский[укр.]
Герб Вонсон[укр.]
Герб Плесковский[укр.]
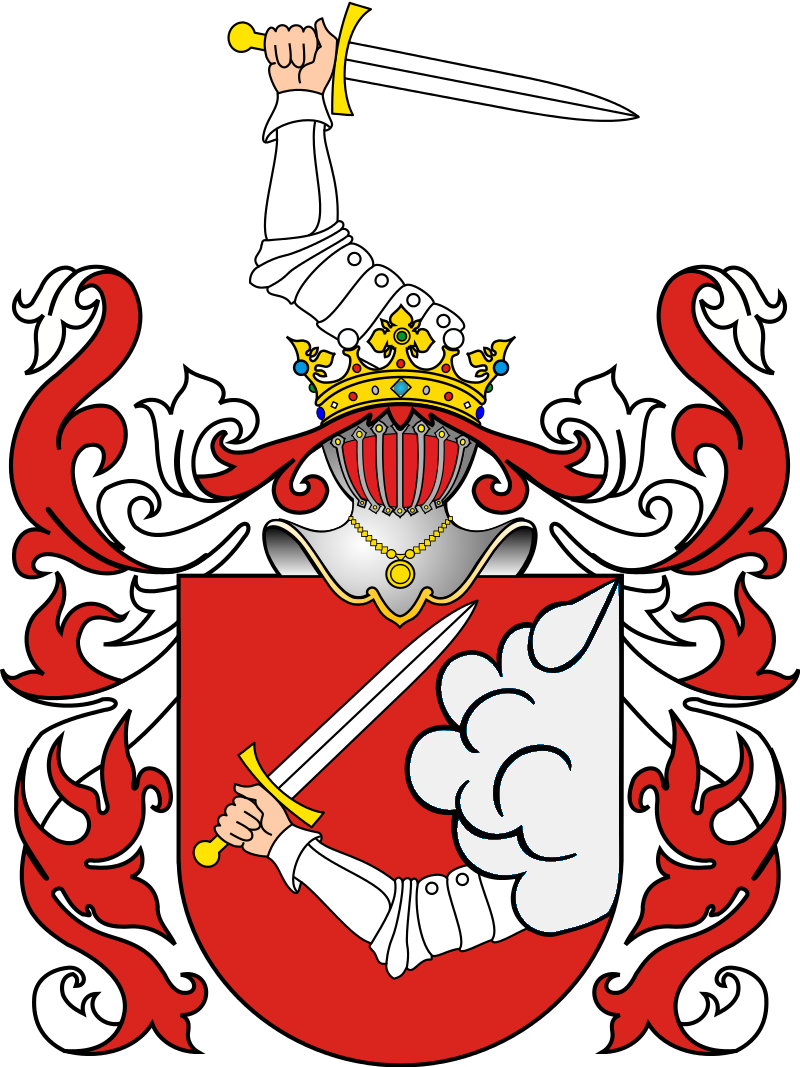
Герб Малая Погоня II
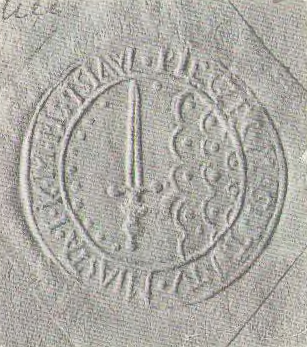
Исторический герб[бел.] на печати Мстиславля, 1740 г.
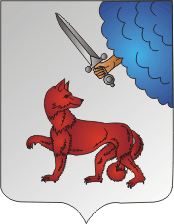
Современный герб Мстиславля, 2000 г.
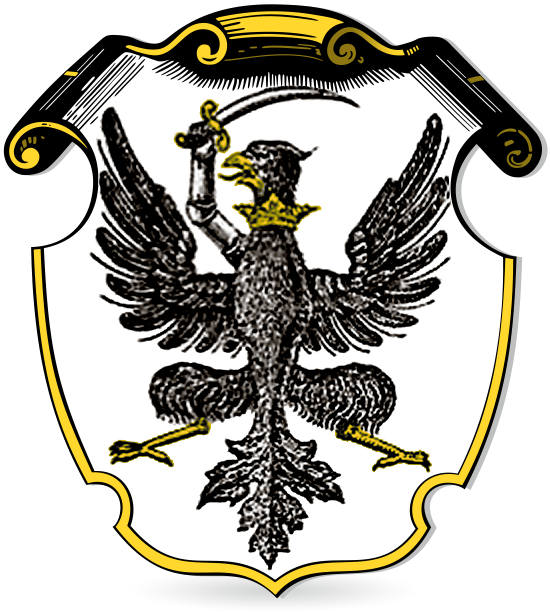
Герб[пол.] Хелмненского воеводства